# 朱草站
朱草站（韓語：주초역）是朝鮮民主主義人民共和國咸镜北道茂山郡朱草劳动者区的一個鐵路車站，属于茂山线。

## 邻近车站
茂山线
西丰山站 - 朱草站 - 新路站